# Homalodisca cornuta
Homalodisca cornuta är en insektsart som beskrevs av Young 1968. Homalodisca cornuta ingår i släktet Homalodisca och familjen dvärgstritar.
Artens utbredningsområde är Guatemala. Inga underarter finns listade i Catalogue of Life.